# Xylergates
Xylergates es un género de escarabajos longicornios de la tribu Acanthocinini.

## Especies
- Xylergates capixaba Giorgi & Corbett, 2005
- Xylergates elaineae Gilmour, 1962
- Xylergates lacteus Bates, 1864
- Xylergates picturatus Lane, 1957
- Xylergates pulcher Lane, 1957
- Xylergates quinquetuberculatus Nascimento & al., 2020